# The Pact
Jodi Picoult je pisateljica, ki je napisala že 17 knjig: 
Songs of the Humpback Whale (1992), Harvesting the Heart (1994), Picture Perfect (1995), Mercy (1996), The Pact (1998), Keeping Faith (1999), Plain Truth (2000), Salem Falls (2001), Perfect Match (2002), Second Glance (2003), My Sister's Keeper(2004), Vanishing Acts (2005), The Tenth Circle (2006) Nineteen Minutes (2007), Change of Heart (2008), Handle With Care (2009), House Rules (2010). 

KRATEK POVZETEK:

The pact je roman, ki je izšel leta 1998 in govori o dveh najstnikih, deklici Emily in fantu Chrisu, ki se poznata že od rojstva. Sta najboljša prijatelja, skupaj preživita ves prosti čas, si delita vse skrivnosti, skrbi in sta povezana skoraj kot brat in sestra. V srednji šoli pa njuno prijateljstvo preraste v ljubezen. Starši so nad tem navdušeni, saj so vedno upali, da bosta postala par in se morda nekoč celo poročila. Življenje teče dalje, vse do dne, ko sta obe družini poklicani v bolnišnico. Emily umre zaradi strelne rane v glavo, Chris pa pravi, da je bil to del njunega samomorilskega načrta. Ker mu nihče ne verjame, ga obtožijo umora, zato mora dokler ne dokažejo, da je nedolžen, v zapor. Vsako drugo poglavje je pogled v preteklost Emilyjinega in Chrisovega otroštva, ki vodi vse do njene smrti. Poglavja prikazujejo njuno življenje v času otroštva, v času ko sta najboljša prijatelja in ljubimca. Tekom zgodbe izvemo, da je bila Emily pri devetih letih žrtev spolne zlorabe, kot posledica nedolžne otroške igre "resnica ali izziv", saj je mogla za izziv iti v moški wc, kjer jo je otipaval starejši moški. Tega ni razkrila nikomur, ji je pa dogodek pustil psihične posledice, saj zaradi tega nikoli ni mogla zares uživati v spolnosti. Izvemo tudi, da je Emily noseča, vendar tega prav tako ne razkrije nikomur, predvsem pa ne Chrisu, čeprav ga ima najraje na svetu. Boji se, da se bo hotel z njo poročiti, če bo izvedel, da imata skupaj otroka, ona pa ne ve, če je to res tisto kar si želi. Iz preteklosti izvemo, da so Emilyjina čustva do Chrisa bolj bratska kot ljubimska, vendar pa čuti dolžnost, da je z njim, zaradi povezanosti njunih družin, in ker vsi od njiju pričakujejo da bosta za vedno skupaj. Želi si iti študirat in ne vzgajati otroka, hoče narediti splav, vendar pa je zdravnik moški in ne prenese njegovega dotika, zato splava na koncu ne naredi. Boji se, da bo s svojo nosečnostjo ostramotila družino. Vse te stvari pa jo čedalje bolj bremenijo, zato se pojavi želja po samomoru. Razkrije se, da Emilyjina smrt ni bila posledica samomorilskega pakta. Emily sama prosi Chrisa naj jo ubije, saj si želia, da to opravi skupaj z njo. On jo želi od tega odvrniti, vendar ji vseeno položi pišolo na glavo, saj misli, da ji bo s tem, ko ji bo pokazal, da jo razume, pomagal, vendar pa ona položi svojo roko nad njegovo in pritisne na sprožilec.  

Glavne osebe:

Chris Harte: srednješolec, fant Emily Gold

Emily Gold: srednješolka, Chrisova punca

Michael in Melanie Gold: Emilyjina starša, najboljša prijatelja in soseda Hartovih

James in Augusta "Gus" Harte: Chrisova starša, najboljša prijatelja in soseda Goldovih

Jordan McAfee: Chrisov odvetnik

Po knjigi je bil leta 2002 posnet istoimenski film.
Viri:

http://www.jodipicoult.com/